# Liste des administrateurs supérieurs des Terres australes et antarctiques françaises
L'administrateur supérieur des Terres australes et antarctiques françaises (TAAF) est un haut fonctionnaire de la France, ayant le statut de préfet depuis 2004, représentant l'État dans les Terres australes et antarctiques françaises.

## Histoire
Le poste d'administrateur supérieur est créé en 1955, par la loi donnant aux TAAF le statut de territoire d'outre-mer (TOM).

### Siège
Dans son article 6, la loi de 1955 fixe le siège administratif des TAAF à Paris. Bien que cette disposition soit qualifiée de provisoire dans la loi, l'administration supérieure siégera plus de quarante ans dans la capitale, d'abord au ministère de l'Outre-mer (27 rue Oudinot dans le 7e arrondissement), puis à la suite de l'incendie de ses bureaux en 1981, au 34 rue des Renaudes dans le 17e arrondissement.
Le Comité interministériel d'aménagement du territoire (CIAT) qui se tient à Troyes le 20 septembre 1994, décide de délocaliser le siège des TAAF à La Réunion, afin de le rapprocher des territoires qu'il administre,. En 1996, un décret abroge l'article 6 de la loi de 1955 qui fixait le siège des TAAF à Paris et le fixe à La Réunion,,, ; puis en 1997, un arrêté pris pour application du décret précise la ville : Saint-Pierre,,. Ce choix de Saint-Pierre plutôt que Saint-Denis, chef-lieu de La Réunion, répond à la nécessité d'un rééquilibrage administratif et économique entre le Nord et le Sud de l'île.
Pour loger l'administration supérieure à Saint-Pierre, il est d'abord envisagé de construire un bâtiment neuf de 750 m2 pour un montant de 13 millions de francs. Ce projet est ensuite abandonné en juin 1998 au profit du réaménagement de l'ancien entrepôt Kerveguen, moins onéreux (11,5 millions de francs). L'administration supérieure y emménage en avril 2000, et y est inaugurée officiellement par Lionel Jospin, Premier ministre, le 26 janvier 2001,, ; le président de la République, Jacques Chirac, était représenté par sa conseillère outre-mer, Brigitte Girardin.
Par la suite, l'administrateur supérieur lance en 2005 un projet de réhabilitation d'une ancienne case créole de Saint-Pierre, la maison Orré, pour en faire sa résidence ; il signe un bail emphytéotique avec la commune, propriétaire de l'édifice, et les travaux sont réalisés en 2006-2007,.
- L'administration supérieure des TAAF
 à Saint-Pierre (La Réunion)
- L'ancien entrepôt Kerveguen où siège l'administration supérieure.
- La maison Orré, où réside l'administrateur supérieur.

### Statut
En 2003, le statut de l'administrateur supérieur passe d'« administrateur en chef de la France d'outre-mer » à celui de « représentant de l'État », et il acquiert le titre de préfet,. En 2006, il devient également gestionnaire de la réserve naturelle nationale des Terres australes françaises. En 2007, ses attributions sont complétées par celle de « chef du territoire ».
Depuis la création de l'Office français de la biodiversité en 2019, il en est membre de droit.
L'administrateur supérieur est assisté d'un Conseil consultatif.
Selon Rémi Carayol, ce poste est « considéré comme un placard ».

### Surnoms
L'administrateur supérieur est familièrement surnommé « préfet des manchots » en raison de l'absence de population humaine permanente dans le territoire qu'il administre, mais de la présence de manchots, (lesquels, d'ailleurs, « n'objectent pas à l'administration directe », comme le remarque avec humour le constitutionnaliste Guy Carcassonne).
Dans le même esprit, il est aussi surnommé « préfet des albatros » en référence aux milliers d'albatros qui peuplent le territoire,.
Enfin, dans le jargon taafien, il est appelé « adsup »,.
- Quelques administrés de l'administrateur supérieur des TAAF
- Des manchots à l'anse du Pacha, sur la Grande Terre des Kerguelen.
- Un albatros sur l'île de la Possession dans les Crozet.

## Liste
Les administrateurs supérieurs ont été successivement,,, :
| Date de nomination         | Date de nomination | Nom                                  | Fonction précédente | Fonction suivante | Photo                  |
| -------------------------- | ------------------ | ------------------------------------ | --- | --- | ---------------------- |
| Administrateurs supérieurs |                    |                                      | | |                        |
| 15 septembre 1955          | [ a ]              | Xavier Richert                       | Administrateur en chef de la France d'outre-mer                                                                                   | | Xavier Richert         |
| 23 décembre 1958           | [ b ]              | Pierre Charles Rolland               | Administrateur en chef de la France d'outre-mer                                                                                   | En congé spécial | Pierre Charles Rolland |
| 4 juillet 1973             | [ c ]              | Roger Barberot                       | Directeur du bureau du développement de la production agricole                                                                    | Passe à la retraite |                        |
| 5 septembre 1979           | [ d ]              | Francis Jacquemont (d)               | Secrétaire général de l'Office franco-québécois pour la jeunesse                                                                  | | Francis Jacquemont     |
| 11 mars 1982               | [ e ]              | Claude Pieri                         | Contre-amiral, commandant de la force océanique stratégique                                                                       | Passe à la retraite | Claude Pieri           |
| 27 mars 1987               | [ f ]              | Claude Corbier (d)                   | Préfet maritime de Brest | Passe à la retraite | Claude Corbier         |
| 21 mai 1990                | [ g ]              | Bernard de Gouttes Lastouzeilles (d) | Magistrat | Nommé substitut du procureur général à la Cour d'appel de Versailles                                                                                                 | Bernard de Gouttes     |
| 4 décembre 1991            | [ h ]              | Christian Dors (d)                   | Conseiller technique au cabinet du ministre des départements et territoires d'outre-mer, porte-parole du Gouvernement             | Nommé secrétaire général de la préfecture des Yvelines | Christian Dors         |
| 14 mars 1996               | [ i ]              | Pierre Lise (d)                      | Directeur du cabinet du préfet de la région d'Île-de-France                                                                       | Nommé préfet hors cadre | Pierre Lise            |
| 25 mars 1998               | [ j ]              | Brigitte Girardin                    | Directeur du cabinet du ministre délégué à l'outre-mer                                                                            | Nommé conseiller technique à la présidence de la République |                        |
| 25 mai 2000                | [ k ]              | François Garde                       | Premier conseiller du corps des tribunaux administratifs et des cours administratives d'appel à Besançon                          | Renommé premier conseiller du corps des tribunaux administratifs et des cours administratives d'appel                                                                | François Garde         |
| Préfets                    |                    |                                      | | |                        |
| 20 décembre 2004           | [ l ]              | Michel Champon (d)                   | Conseiller technique au cabinet du ministre délégué au budget et à la réforme budgétaire                                          | Nommé directeur du tourisme au ministère de l'économie, des finances et de l'emploi                                                                                  | Michel Champon         |
| 8 mars 2007                | [ m ]              | Éric Pilloton (d)                    | Conseiller technique au cabinet du Premier ministre                                                                               | Nommé délégué général à l'Outre Mer auprès de la ministre de l'Intérieur, de l'Outre-mer et des Collectivités territoriales Michèle Alliot-Marie                     | Éric Pilloton          |
| 3 septembre 2008           | [ n ]              | Rollon Mouchel-Blaisot (d)           | Sous-préfet de Saint-Germain-en-Laye                                                                                              | Nommé directeur général des services de l’Association des maires de France                                                                                           | Rollon Mouchel-Blaisot |
| 11 octobre 2010            | [ o ]              | Christian Gaudin                     | Sénateur de Maine-et-Loire | Nommé préfet hors cadre, passe à la retraite en janvier 2013 | Christian Gaudin       |
| 1er mars 2012              | [ p ]              | Pascal Bolot (d)                     | Directeur de cabinet adjoint de la ministre chargée de l’Outre-mer Marie-Luce Penchard                                            | Nommé préfet délégué pour la défense et la sécurité auprès du préfet de la région Alsace-Champagne-Ardenne-Lorraine, préfet de la zone de défense et de sécurité Est | Pascal Bolot           |
| 18 septembre 2014          | [ q ]              | Cécile Pozzo di Borgo                | Préfet de l'Aveyron | Passe à la retraite le 20 février 2018 |                        |
| 30 octobre 2018            | [ r ]              | Évelyne Decorps                      | Ambassadrice au Mali | — | Évelyne Decorps        |
| 16 septembre 2020          | [ s ]              | Charles Giusti (d)                   | Adjoint au directeur général des Outre-mer (ministère de l'Intérieur et de l'Outre-mer).                                          | Préfet de l'Aveyron |                        |
| 5 octobre 2022             | [ t ]              | Florence Jeanblanc-Risler            | Administratrice générale de l'État, affectée au Contrôle général économique et financier, auprès de la mission espace et armement | |                        |

## Timbres
Plusieurs timbres ont été émis par les TAAF en l'honneur d'anciens administrateurs supérieurs :
- timbres de 2005 : Xavier Richert et Roger Barberot